# 진동면 (창원시)
진동면(鎭東面)은 대한민국 경상남도 창원시 마산합포구에 속한 면이다. 마산합포구의 4개 면을 통틀어 인구가 가장 많은 면 지역이기도 하며, 2000년대부터 택지지구와 산업지구를 같이 조성하는 자족형 신도시지구 조성 사업이 진행되고 있다.

## 지리
서쪽으로는 진북면, 동쪽으로는 구산면, 현동과 접하며 북쪽으로는 내서읍, 남쪽으로는 진해만이 있다. 또한 면의 대부분이 무학산에서 뻗은 구릉지로 구성되어 있다. 경상 누층군 진동층의 이름이 진동면에서 유래되었다.

## 역사와 유래
구한말 당시 이 부근은 진해현 관할의 서면, 북면, 동면으로 이루어져 있었는데, 러시아가 마산을 해군극동함대 기지로 사용할 즈음에 일본이 이것을 견제하기 위해 현재의 진동면 위치에 있었던 군항지를 진해 웅천지역으로 옮기면서 서면, 북면, 동면 가운데 동면을 진동(鎭東)이라 이름 지은 데서 유래하였다. 일제강점기에 접어들은 이후 1914년에는 행정구역의 통폐합으로 구산면과 진북면의 일부를 병합하여 창원부로 편입되었고, 1980년 창원부가 창원시로 승격 되면서 의창군(창원군)으로 편입되었다. 이후 도농복합형태의 시 설치에 관한 법률에 의거해 1995년 1월 1일자로 마산시에 편입되어 현재에 이르고 있다. 도농 통합 이후 2001년 1월 1일 구 폐지 직전까지는 합포구에 속해있었다. 이후, 2010년 7월 1일 인근의 옛 창원시, 진해시와 통합한 새로운 창원시가 출범하면서 마산합포구의 하위 행정구역으로 포함되었다.

## 행정구역
- 고현리(古縣里)
- 신기리(新基里)
- 사동리(社洞里)
- 진동리(鎭東里)
- 요장리(蓼場里)
- 다구리(多求里)
- 교동리(橋洞里)
- 태봉리(台封里)
- 인곡리(仁谷里)
- 동전리(東田里)

## 교육

### 고등학교
- 삼진고등학교
- 태봉고등학교

### 중학교
- 삼진중학교

### 초등학교
- 진동초등학교
- 태봉초등학교

## 주거

### 아파트
진동리
- 협성건설 마산 진동 E협성엠파이어 : 2014년 6월 입주.

## 교통

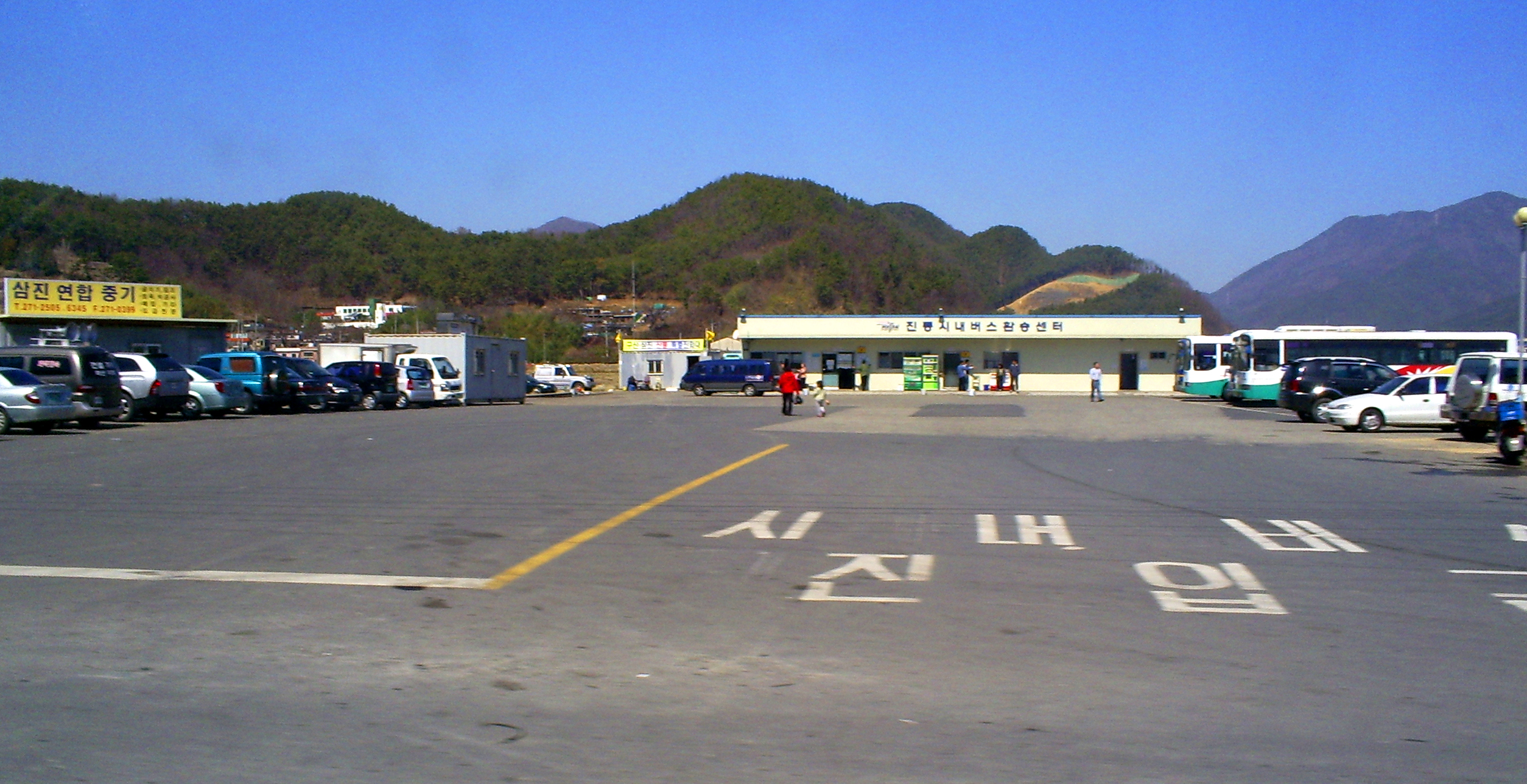
진동환승센터

국도 제2호선 및 국도 제14호선이 면 한가운데를 통과하여 인근의 진북면, 진전면은 물론 마산시내와 진주, 통영 등지로 접근 할 수 있다. 또한 국도 제79호선을 통해 함안군으로, 지방도 제1002호선을 통하여 구산면으로 각각 접근 할 수 있다.
시내버스는 창원시의 읍면지역 가운데 내서읍 다음으로 많이 운행하며, 시내와 읍면을 오가는 시내버스와 읍면만을 운행하는 시내버스를 서로 환승 할 수 있도록 진동면의 중심에 진동환승센터가 설치되어 있다. 진동환승센터를 이용하게 될 경우 교통카드 이용시 승차 후 2시간 이내에 다른 노선의 버스로 환승할 수 있다. 또한 진동환승센터에는 시외버스 정류장 또한 마련되어 시외버스도 정차하는 것이 특징이다.

## 항구
- 광암항 - 요장리에 있는 국가어항이다.

## 문화재
- 진해향교 공자 위패 매안지 비석 (경상남도 문화재자료 제631호)
- 진해현 관아 및 객사 유지 (경상남도 유형문화재 제244호)
- 창원 가을포 봉수대 (경상남도 기념물 제169호)
- 창원 진동리 유적 (사적 제472호)